# Közönséges guáva
A közönséges guáva vagy egyszerűen csak guáva (Psidium guajava) a mirtuszfélék (Myrtaceae) családjába tartozó guáva (Psidium) növénynemzetség egyik faja. Nagyobb cserje vagy kisebb fa, melyet gyümölcséért – amit szintén guávának neveznek – termesztenek.

## Elterjedése
Közép-Amerika trópusi területein őshonos, de kultúrába vonása következtében a világ számos trópusi és szubtrópusi területén megtalálható.

## Leírása
3,5–10 m közötti magasságot elérő, terebélyes fa, és mivel fás szára gyakran alacsonyan elágazik, nagyobb cserjének is tekinthető. Kérge vörösesbarna színű, pikkelyesen lehámlik a törzsről. A sötétzöld színű, bőrnemű levelei keresztben átellenesen állnak a szárakon, hosszúkás ellipszis alakúak, 6–15 cm hosszúak és 3–7 cm szélesek, fő- és oldalereik a levél színén bemélyednek, fonákján erősen kiemelkednek. A virágok a levélhónaljakban fejlődnek magányosan, vagy kettesével-hármasával. A virágtengely csövet képez, 4-5 zöld színű csésze- és ugyanennyi, fehér színű, elliptikus, 1–2 cm széles és hosszú sziromlevél fejlődik. A virágok nagy számban megjelenő porzói feltűnőek, legfeljebb 2 cm hosszúak.
Bogyótermése gömbölyded, elliptikus, alma vagy körte alakú, hossza 4–12 cm, a kicsúcsosodó részén a koszorúszerűen elhelyezkedő csészelevelek mindig visszamaradnak. Héja vékony, kissé fényes, viaszos, sárgászöld vagy zöld színű, s nem ritkán rózsaszín pettyek láthatók rajta. Terméshúsa éretten lágy, lédús, kissé szemcsés a benne levő kősejtek miatt, a színe fehéres, sárgás árnyalatú rózsaszín vagy sárgászöld, a közepe felé gyakran pirosas, íze édeskés, a körtééhez vagy a szamócáéhoz hasonló, kissé savanyú zamatú. Az éretlen terméshús zöldebb, kimondottan savanyú, összehúzó hatású. A sok kemény, barnássárga színű, aszimmetrikus szív alakú, közel 2,5–3 mm átmérőjű mag a gyümölcs belsejét képező üvegesebb terméshúsban foglal helyet.

## Felhasználása
Érett termése C-vitaminban és pektinben gazdag, élelmiszer. Nyersen gyümölcsként, befőzve desszertként fogyasztják (a magokkal együtt), de ízletes zselét és gyümölcslevet is készítenek belőle, a levével számos élelmiszert ízesítenek (például jégkrémeket, édességeket, energiaitalokat). Héját salátákhoz és pudingokhoz használják fel. Ázsiában az éretlen termést is kedvelik cukorral és fahéjjal ízesítve.
Az éretlen termést, levelét, gyökerét és kérgét is hasmenés ellen alkalmazzák a népi gyógyászatban.

## Képek

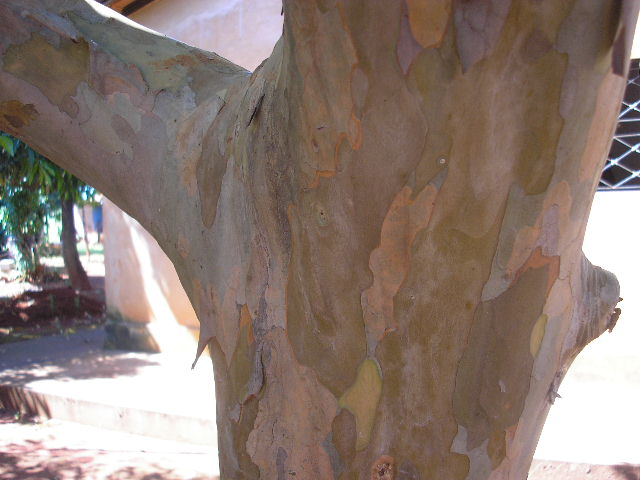
Kérge
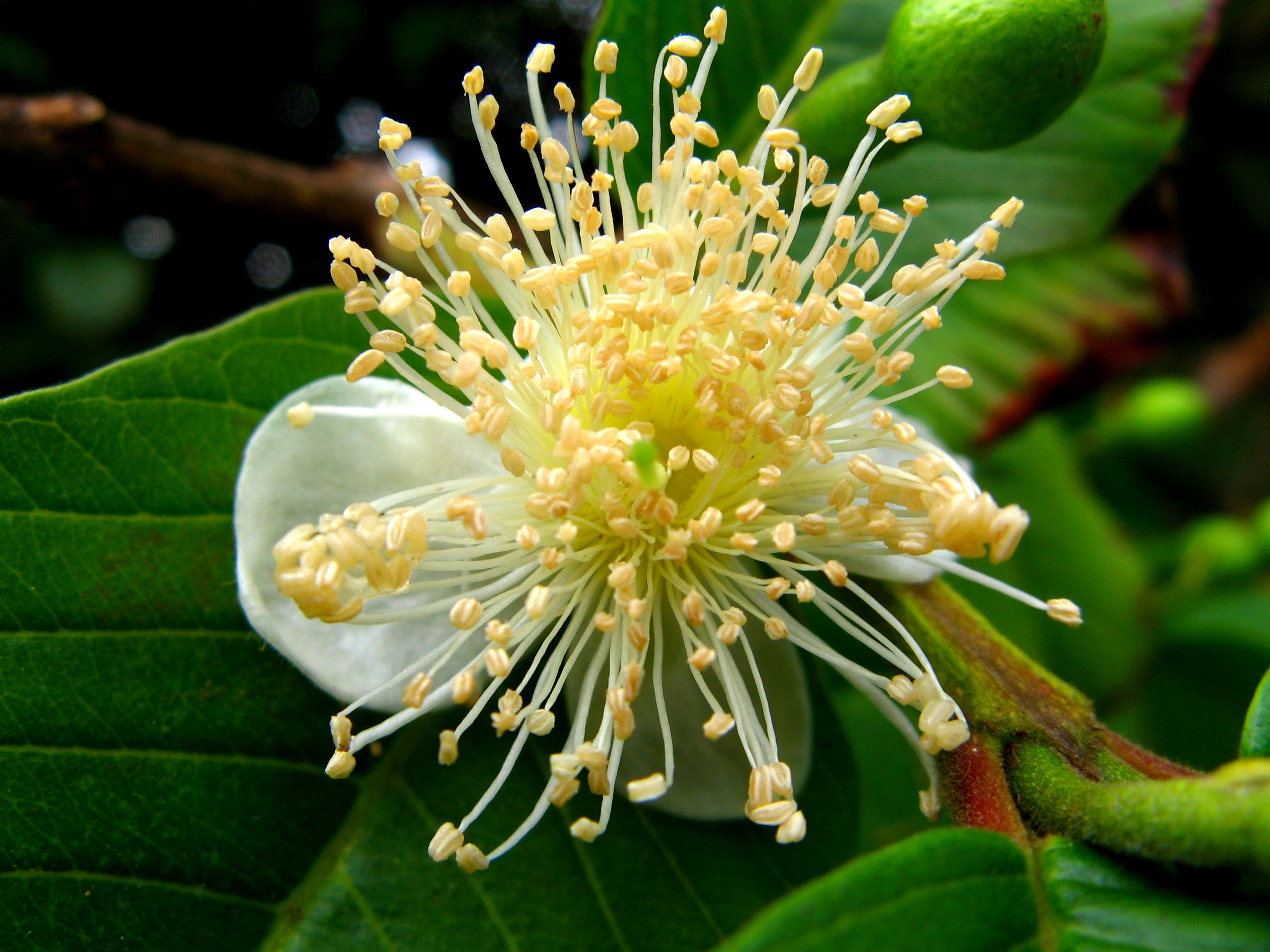
Virága
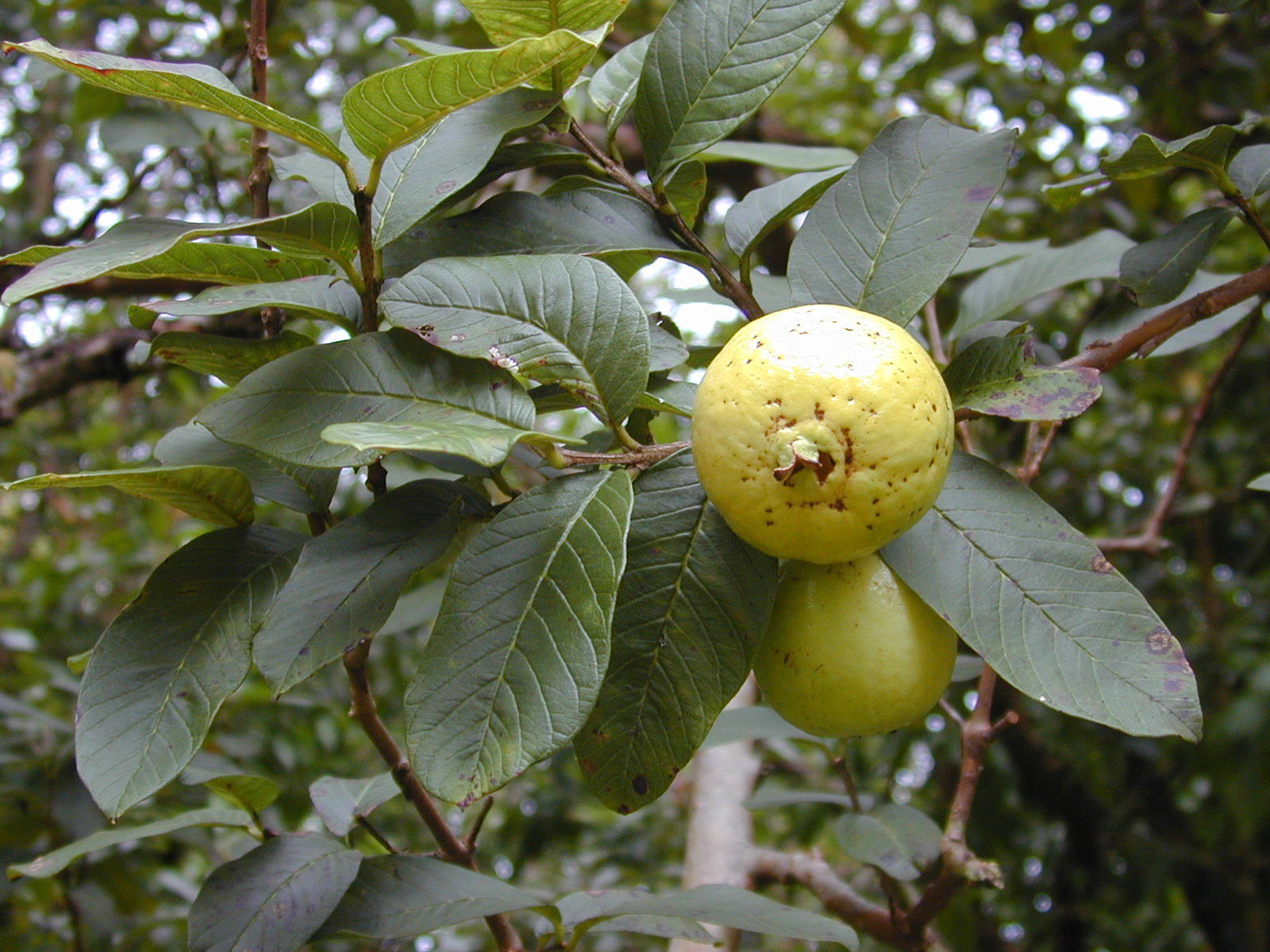
Levelek és termések a fán
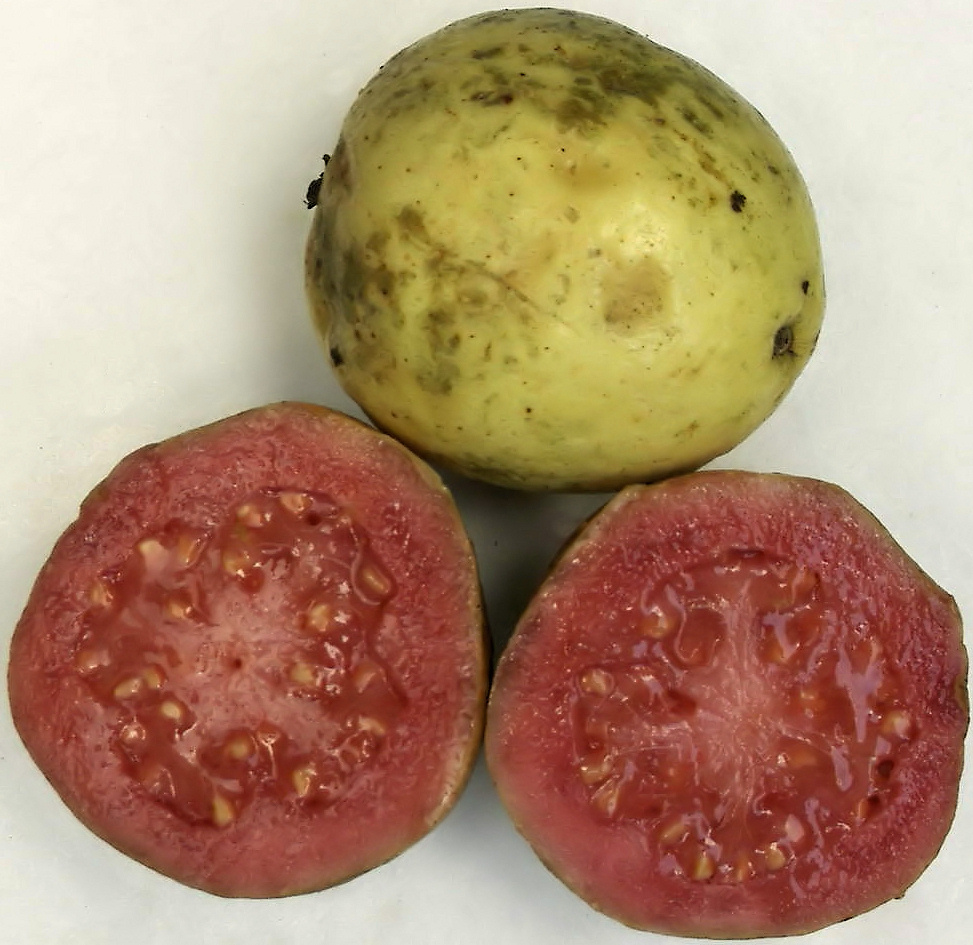
Érett termései
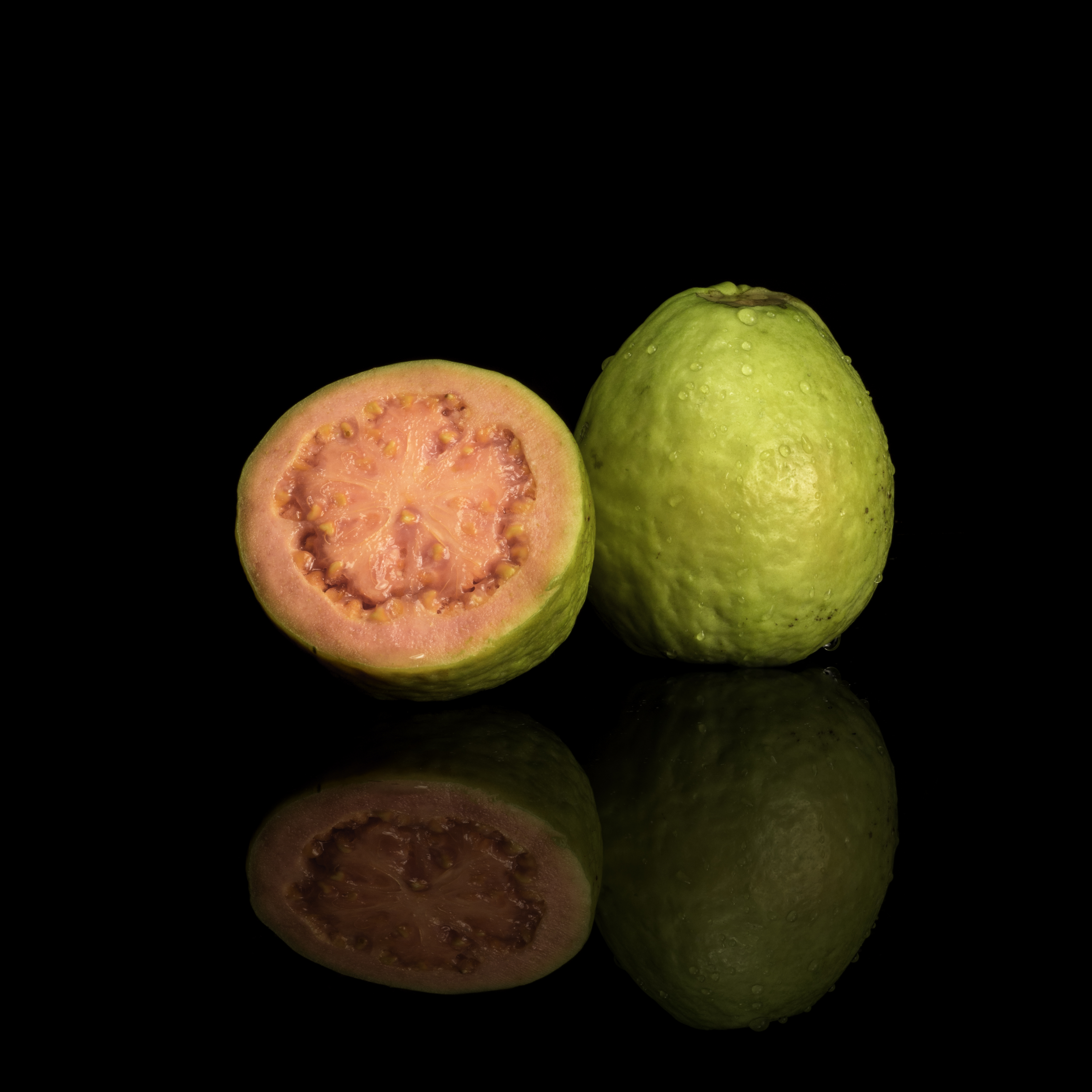
Érett termései